# ماريا تمرايوكوفنا
ماريا تمرايوكوفنا أميرة من أصول شركسيّة والزوجة الثانية للقيصر الروسي إيفان الرابع (1544 - 1569).وهي ابنة أمير قبارديا.
تزوجت القيصر في 21 أغسطس 1561, وكان لها طفل وحيد من القيصر وقد تُوفي في صغره.
حامت الشبهات حول وفاتها وانها لم تكن وفاة طبيعية، بل إن القيصر هو من قتلها بجرعة من السُم.